# Manettia nebulosa
Manettia nebulosa là một loài thực vật có hoa trong họ Thiến thảo. Loài này được Benoist mô tả khoa học đầu tiên năm 1936.